# Nied
De Nied is een rivier in het grensgebied van het Franse departement Moselle en Duitse deelstaat Saarland.
Zij ontstaat bij Condé-Northen uit de samenvloeiing van de Nied Allemande, de Duitse Nied en de Nied Française, de Franse Nied. In weerwil van wat hun namen zou doen vermoeden, liggen deze beide bronrivieren in Frankrijk. Het onderscheid verwijst wel naar de oude Frans-Duitse grens én ook naar de grens tussen het Lotharings, een Frans dialect, en het Lotharingisch, een Duits dialect.

## De Duitse Nied
De Nied Allemande (de Fransen schrijven Nied allemande) of de oostelijke bron van de Nied bevindt zich te Seingbouse ten oosten van Saint-Avold. Deze tak is 57 km lang en heeft een stroomgebied van 367 km². Zij krijgt ook het water van het étang de Bischwald.

## De Franse Nied
De Nied Française (de Fransen schrijven Nied française) of de westelijke bron van de Nied bevindt zich te Marthille ten westen van Morhange. Deze tak is 59 km lang en heeft een stroomgebied van 504 km². De belangrijkste zijrivier is de Rotte.

## De Basse-Nied
Na de samenvloeiing stroomt de Nied, hier soms Basse-Nied genoemd, noordwaarts over Bouzonville en passeert de Duitse grens bij Niedaltdorf; op Duits grondgebied komt zij enkel in de gemeente Rehlingen-Siersburg, waar zij ten noorden van Rehlingen in de Saar uitmondt.
De Basse-Nied is 55 km lang, waarvan 16 in Duitsland. Op de grens is het stroomgebied 1340 km² (op een totaal van 1370).